# آن بيلي
آن بيلي (بالإنجليزية: Anne Beale)‏ (و. 1816 – 1900 م) هي مؤلفة، وشاعرة، وكاتِبة، وصحفية من المملكة المتحدة لبريطانيا العظمى وأيرلندا، ولدت في مقاطعة سومرست، توفيت عن عمر يناهز 84 عاماً.